# 支昭訓
支昭訓（？—？），江苏丹徒人，清代官員。附貢生。
同治十年（1871年），支昭訓接替章覲文，於台灣擔任台灣府嘉義縣知縣，掌管今嘉義縣、嘉義市、雲林縣一帶政事。